# Колумбия (озеро)
Колу́мбия (англ. Columbia Lake) — озеро на юго-востоке канадской провинции Британская Колумбия, в верховьях реки Колумбия. Составляет около 13,5 км в длину и около 2 км в ширину. Расположено в Скалистых горах, на высоте 808 м над уровнем моря. Средняя глубина — около 4 м; площадь зеркала — 2758 га.
В озеро впадают несколько небольших притоков, а из северной его оконечности вытекает река Колумбия. На южной оконечности озера Колумбия располагается деревня Канал-Флатс, а к северу от озера — деревня Файрмонт-Хот-Спрингс. Река Кутени протекает вблизи южной оконечности озера и соединяется с ним каналом. В паводки воды Кутени часто переливаются в озеро. В июле средняя температура воды составляет около 18 °C.